# Emergency Banking Act
L'Emergency Banking Act (EBA) (ufficialmente "Emergency Banking Relief Act", Public Law 73-1, 48 Stat. 1), fu una legge approvata dal Congresso il 9 marzo 1933 per tentare di stabilizzare il sistema bancario statunitense, proposta in origine da funzionari della vecchia amministrazione Hoover e poi ultimata dal neo-eletto presidente Roosevelt.

## Antefatti: la chiusura delle banche (febbraio 1933)
Il 14 febbraio 1933 il Michigan, uno Stato industriale pesantemente colpito dalla crisi del 1929, proclamò 4 giorni di chiusura di tutte le banche nel suo territorio. Si iniziò a diffondere la paura che provvedimenti analoghi potessero essere presi anche nel resto del paese, portando a un prelievo generalizzato da tutte le banche. Nelle 3 settimane successive, infatti, tutti gli altri Stati della Confederazione agirono nello stesso modo.

## Iter di approvazione della legge
Appena due giorni dopo l'inaugurazione della sua presidenza, il 6 marzo 1933, Roosevelt proclamò una chiusura nazionale di 4 giorni per tutte le banche, per poter dare modo al Congresso di agire. La legge stabiliva infatti ispezioni del Dipartimento del Tesoro in tutte le banche, prima che avessero il permesso di riaprire, assistenza federale per i grandi istituti in bilico, e una profonda riorganizzazione di quelli in grande difficoltà. 
Una bozza di proposta di legge fu stilata in gran parte dal funzionari rimasti della vecchia amministrazione Hoover, designata principalmente per proteggere le grosse banche (le 12 Banche del sistema della Federal Reserve) dall'essere trascinate in basso dal fallimento di quelle più piccole.
Un Congresso confuso e spaventato approvò la legge nel giro di quattro ore dalla sua presentazione: la confusione a causa dell'urgenza fu tale che c'era una sola copia della proposta di legge a disposizione dei membri del Congresso, tanto che essi la votarono dopo una semplice lettura ad alta voce.

## Conseguenze
La strategia adottata da Roosevelt fu un successo: grazie alla fiducia riposta in lui e alla profonda riforma bancaria promessa per i mesi successivi, i cittadini nelle due settimane successive depositarono di nuovo nelle banche più della metà della valuta prelevata durante il panico di febbraio. Le borse valori festeggiarono in maniera estremamente positiva, specialmente il primo giorno di riapertura (il 15 marzo).
Un mese dopo, il 5 aprile 1933, fu emanato l'Ordine esecutivo 6102 che puniva severamente il possesso d'oro da parte di singoli o aziende.
Il 16 giugno 1933 sarebbe stata, infine, approvata una profonda riforma bancaria di medio-lungo periodo, ovvero il Banking Act (1933), che prevedeva la separazione delle banche miste e regolava altri aspetti dell'attività bancaria e finanziaria.